# Crotteux
Crotteux és una part de l'antic municipi Mons-Crotteux de Bèlgica a la província de Lieja. L'1 de gener de 1977 va escindir-se en Crotteux que fusionà amb Grâce-Hollogne i Mons-lez-Liège que fusionà amb Flémalle.
Durant la primera meitat del segle xx, tenia un circuit per a curses ciclistes que tenia una certa reputació als campionats de Bèlgica.

## Fills predilectes de Mons-Croteux
- Louis-Joseph Antoine (1846-1912), dit el remeier, fundador d'una religió: el culte Antoiniste
- François Neuville (1912 - 1986), ciclista